# 小蜘蛛卢卡斯
小蜘蛛卢卡斯（英語：Lucas）是美国动画师约书亚·史莱斯（Joshua Slice）创作的动画角色，也是同名YouTube频道系列动画短片的主角。这一角色原型是一只跳蛛，由史莱斯的外甥卢卡斯配音。史莱斯自2017年11月起开始在YouTube发布小蜘蛛卢卡斯系列视频。卢卡斯的形象打破了观众对蜘蛛的固有看法，因此迅速在网络走红，被媒体称作“世界上最可爱的蜘蛛”。2018年3月，Fresh TV与史莱斯达成合作，计划在未来制作小蜘蛛卢卡斯的动画剧集或长篇电影。

## 创作和制作

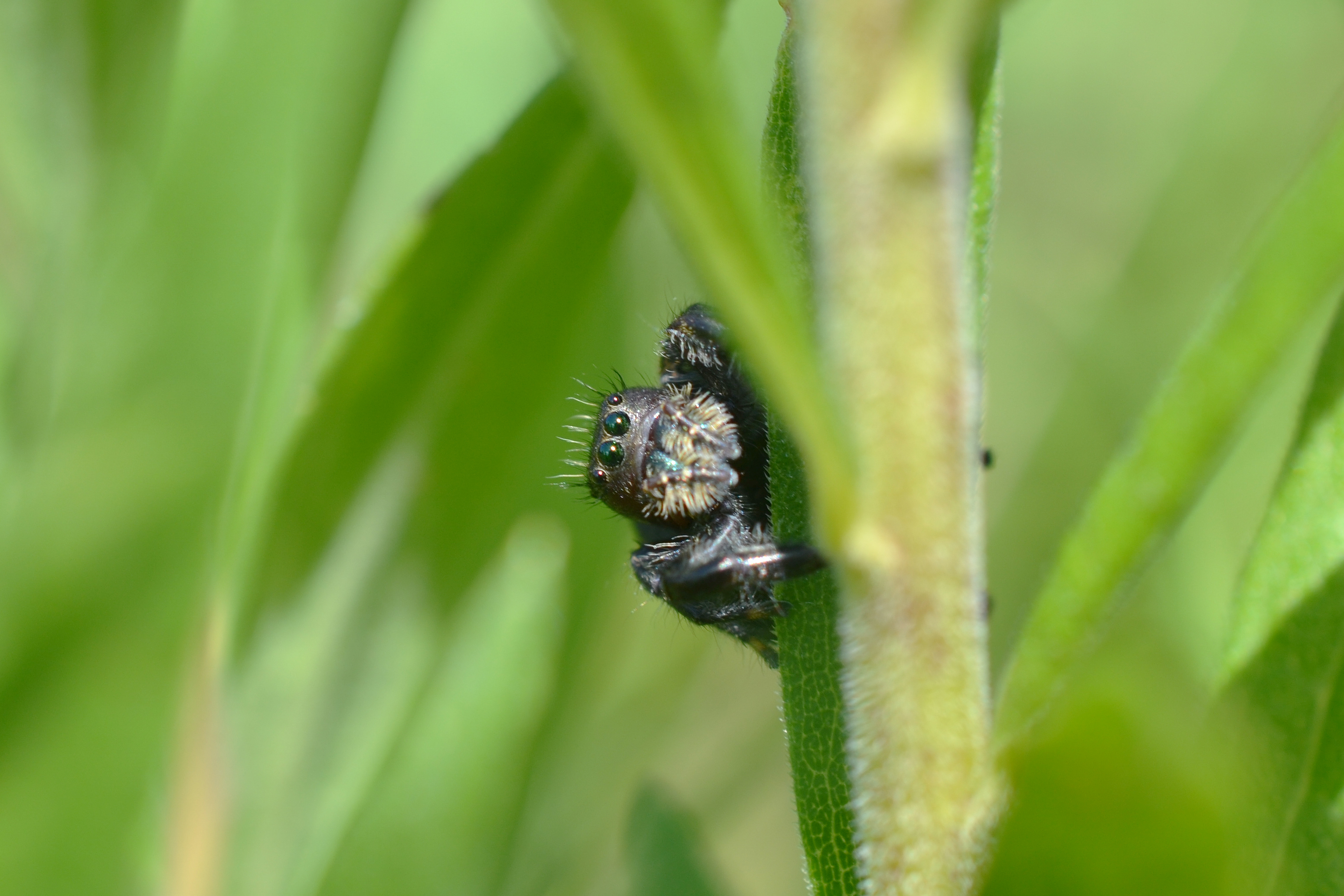
史莱斯看到一只藏在树叶中的跳蛛之后产生了创作灵感

约书亚·史莱斯是一位职业动画师，曾在皮克斯、迪士尼和藍天工作室等动画工作室就职，参与了《森林戰士》、《超能陆战队》、《疯狂动物城》和《萌牛費迪南》等动画电影的制作。2017年初，史莱斯计划开启新的动画项目。他在网上的图片中看到一只跳蛛躲在树叶中，感觉十分可爱，于是产生了创作灵感。他希望能一反蜘蛛传统的可怕形象，尽可能做出一只可爱的蜘蛛，让最害怕蜘蛛的人都能感受到其可爱之处，同时又保留了蜘蛛的真实特征。小蜘蛛卢卡斯由史莱斯当时5岁的外甥卢卡斯配音。卢卡斯和史莱斯住在不同的州，史莱斯会把台词发给卢卡斯的母亲，再由他远程完成配音。而动画的设计、建模、骨骼动作、动画效果、灯光和渲染等工作都是由史莱斯一人完成。

## 发布和迴响
短片讲述了小蜘蛛卢卡斯在人类家中的淘气生活和小小麻烦。每集长度一般在30秒左右，场景多是洗手盆、窗台等人们家中的常见环境，台词和音乐也都适合全家人观看。第一集短片发布于2017年11月。短片仅有21秒，发布后立刻在网络上爆红。其“大眼睛、可爱的童声、奇特的动作和清新的动画”获得观众的好评，被媒体称作“世界上最可爱的蜘蛛”。到2018年3月时，第一集的观看量已经超过1700万，后续的短片也都获得百万播放量。小蜘蛛卢卡斯的YouTube频道此时已经获得130万订阅者，当时六部视频的总观看量超过5850万次。6月时的订阅人数已超过210万，总观看量达1.13亿次。更有大量观众称这一系列短片“治愈了自己的蜘蛛恐惧症”。很多观众还希望迪士尼和皮克斯能出资拍摄小蜘蛛卢卡斯为主角的长篇电影。
2018年3月，加拿大娱乐制作公司Fresh TV宣布与史莱斯达成合作，获得了小蜘蛛卢卡斯的独家授权，计划将这一系列作品制作成动画剧集或长篇作品。Fresh TV称这一角色“能立即与儿童和成年人都产生共鸣”。同年6月，史莱斯与Teespring合作发售了小蜘蛛卢卡斯的独家毛绒玩具，10天内即售出40,000只，30天预售期的销售额预计达120万美元。史莱斯计划将这些收入一部分用于外甥卢卡斯的大学基金，一部分捐献给为家庭暴力和性侵犯受害者提供法律援助的慈善组织，一部分用于未来的小蜘蛛卢卡斯动画制作。
2018年12月，小蜘蛛卢卡斯出現在2018年YouTube年度回顧影片當中。
2020年2月，制作儿童和家庭节目的娱乐公司CAKE与Fresh TV签约。CAKE将负责全球发行Fresh TV制作的小蜘蛛卢卡斯动画剧集。新剧集将在在卡通频道和回旋镖频道播出，会引入新角色，并拓展设定，长度也会更长。但其名称和首播时间尚未宣布。